# Campeonato Cearense 1973
In 1973 werd het 59ste Campeonato Cearense gespeeld voor clubs uit Braziliaanse staat Ceará. De competitie werd georganiseerd door de FCF en werd gespeeld van 28 januari tot 8 augustus. Er werden twee toernooien gespeeld, omdat Fortaleza beide won was er geen finale om de titel nodig. 

## Eerste toernooi

### Eerste fase
| Plaats | Club                | Wed. | W | G | V | Saldo | Ptn. |
| ------ | ------------------- | ---- | - | - | - | ----- | ---- |
| 1.     | Ferroviário         | 10   | 7 | 3 | 0 | 16:1  | 17   |
| 2.     | Fortaleza           | 10   | 6 | 3 | 1 | 23:4  | 15   |
| 3.     | Ceará               | 10   | 6 | 2 | 2 | 20:5  | 14   |
| 4.     | Maguari             | 10   | 5 | 3 | 2 | 16:11 | 13   |
| 5.     | Guarani de Juazeiro | 10   | 5 | 2 | 3 | 15:11 | 12   |
| 6.     | Tiradentes          | 10   | 4 | 2 | 4 | 13:15 | 10   |
| 7.     | Icasa               | 10   | 3 | 3 | 4 | 11:13 | 9    |
| 8.     | Guarany de Sobral   | 10   | 1 | 5 | 4 | 4:11  | 7    |
| 9.     | Calouros do Ar      | 10   | 1 | 4 | 5 | 5:11  | 6    |
| 10.    | América             | 10   | 1 | 3 | 6 | 6:24  | 5    |
| 11.    | Quixadá             | 10   | 0 | 2 | 8 | 5:28  | 2    |

|  | Geplaatst voor tweede fase |

### Tweede fase
| Plaats | Club        | Wed. | W | G | V | Saldo | Ptn. |
| ------ | ----------- | ---- | - | - | - | ----- | ---- |
| 1.     | Fortaleza   | 3    | 2 | 1 | 0 | 4:1   | 5    |
| 2.     | Ferroviário | 3    | 1 | 2 | 0 | 2:0   | 4    |
| 3.     | Ceará       | 3    | 1 | 0 | 2 | 4:5   | 2    |
| 4.     | Maguari     | 3    | 0 | 1 | 2 | 0:4   | 1    |

|  | Geplaatst voor finale |

## Tweede toernooi

### Eerste fase
| Plaats | Club                | Wed. | W | G | V | Saldo | Ptn. |
| ------ | ------------------- | ---- | - | - | - | ----- | ---- |
| 1.     | Ceará               | 10   | 9 | 1 | 0 | 26:3  | 19   |
| 2.     | Fortaleza           | 10   | 8 | 2 | 0 | 26:2  | 18   |
| 3.     | Ferroviário         | 10   | 7 | 1 | 2 | 13:5  | 15   |
| 4.     | Maguari             | 10   | 6 | 2 | 2 | 19:12 | 14   |
| 5.     | Tiradentes          | 10   | 3 | 3 | 4 | 7:11  | 9    |
| 6.     | Calouros do Ar      | 10   | 3 | 3 | 4 | 16:24 | 9    |
| 7.     | Icasa               | 10   | 2 | 3 | 5 | 11:14 | 7    |
| 8.     | Guarany de Sobral   | 10   | 3 | 1 | 6 | 9:14  | 7    |
| 9.     | Guarani de Juazeiro | 10   | 2 | 2 | 6 | 10:13 | 6    |
| 10.    | América             | 10   | 2 | 0 | 8 | 5:27  | 4    |
| 11.    | Quixadá             | 10   | 0 | 2 | 8 | 3:20  | 2    |

|  | Geplaatst voor tweede fase |

### Tweede fase
| Plaats | Club        | Wed. | W | G | V | Saldo | Ptn. |
| ------ | ----------- | ---- | - | - | - | ----- | ---- |
| 1.     | Fortaleza   | 3    | 2 | 1 | 0 | 4:2   | 5    |
| 2.     | Ceará       | 3    | 2 | 1 | 0 | 3:1   | 5    |
| 3.     | Maguari     | 3    | 0 | 1 | 2 | 2:4   | 1    |
| 4.     | Ferroviário | 3    | 0 | 1 | 2 | 1:3   | 1    |

|  | Play-off |

### Play-off
|                      |           |                  |       |  |
| 8 augustus Play-off' | Fortaleza | 0 – 0 (1-0 n.v.) | Ceará |  |
| 8 augustus Play-off' |           |                  |       |  |

### Kampioen
| Campeonato Cearense de 1973    |
| Ceará                          |
| ------------------------------ |
| FORTALEZA Kampioen (23° titel) |